# Thrasya crucensis
Thrasya crucensis là một loài thực vật có hoa trong họ Hòa thảo. Loài này được Killeen miêu tả khoa học đầu tiên năm 1990.